# 日本労使関係研究協会
日本労使関係研究協会（にほんろうしかんけいけんきゅうきょうかい、英名 Japan Industrial Relations Research Association、略称「JIRRA」）は、労使関係に関する学会。国際労使関係協会（International Industrial Relations Association、以下「IIRA」と略） に参加している。
主たる事務所を東京都港区芝公園1-7-6に置いている。

## 沿革
概要
- 1968年 - 設立、IIRAに加盟
- 1981年 – 社団法人化
- 1983年 - 京都でIIRA世界会議開催
- 2000年 - 東京でIIRA世界会議開催
- 2004年 - 研究会議から国内会議の名称を労働政策研究会議（（独）労働政策研究・研修機構 後援）に変更
- 2005年 - 個別労働紛争解決研修事業開始
- 2009年 - 社団法人から任意団体へ組織変更

## 目的
- 労使関係に関する調査研究推進
- 日本の労使関係研究の水準向上
- 労使関係に関する理解増進[1]

## 事業
労使関係に関する調査研究、資料の発行、研究会議・講習会・公開セミナー等の開催、IIRAの開催する国際会議・専門会議・その他IIRAの行う事業への参加、協力など

## 活動
- 個別労働紛争解決研修事業の実施
- 独立行政法人労働政策研究・研修機構主催の東京労働大学講座基礎講座の後援（東京労働大学講座の多くの講師がJIRRA会員）[3]

## 学会誌
- 『JIRRAインフォメーション』 （年度数回）